# Gelis pezomachorum
Gelis pezomachorum là một loài tò vò trong họ Ichneumonidae.